# Рикор, Филипп
Фили́пп Рико́р (фр. Philippe Ricord; 10 сентября 1800, Балтимор — 22 октября 1889, Париж) — французский хирург, венеролог. Один из основоположников современной научной венерологии. Путём эксперимента на людях доказал, что гонорея и сифилис — разные заболевания. Выделил первичные, вторичные и третичные проявления сифилиса, описал поражения внутренних органов и центральной нервной системы в позднем периоде болезни.

## Биография
Филипп Рикор родился 10 сентября 1800 года в Балтиморе, куда его родители бежали в 1790 году во время Великой французской революции. 
Будучи ещё мальчиком в аптеке, Рикор весь свой вечерний досуг и ночи посвящал учению. Покровительство французского посланника доставило ему и его брату поручение отвезти естественнонаучные собрания в Париж, где оба брата поступили консерваторами при музее. Став студентом, Рикор пробыл недолго в отделении профессора Г. Дюпюитрена. 
Заняв впоследствии место врача в больнице Midi, он приобрел вместе со славой первого сифилидолога и колоссальное богатство. Больные стекались к нему со всего мира. Известен его спор с Ж.-А. Озиасом-Тюренном, предлагавшим прививать сифилис с целью лечения и иммунизации, кончившийся торжеством. Рикор отвергал заразность вторичных явлений и в 1859 г., наоборот, признал свою неправоту. 
Во время франко-прусской войны Ф. Рикор, несмотря на свои преклонные годы, выступил в качестве главного хирурга амбулансов, устроенных представителями печати, и не раз перевязывал под выстрелами. Отрасль медицины, которой посвятил себя Рикор, разрабатывалась затем его учениками — П. Дидэ, Л. Бассеро, Ж. Ролле и Ж.-А. Фурнье.
Филипп Рикор скончался от пневмонии 22 октября 1889 года в Париже. Похоронен на кладбище Пер-Лашез.

## Научная деятельность
В ходе исследований с 1831 по 1837 г. Ф. Рикор заразил 700 человек сифилисом и 667 гонореей. В основном это были люди, приговорённые к смерти. Благодаря его экспериментам спор унитаристов, утверждавших, что проявления сифилиса и гонореи вызваны одним заболеванием, и дуалистов был окончательно разрешён. Учёные не могли не учитывать полученные Рикором результаты, но осудили методы их получения.